# Mustaj-beg Halilbašić
Mustaj-beg nebo Mustafa-beg Halibašić (1876 Sarajevo, Osmanská říše – 24. června 1930 Sarajevo, Království Jugoslávie) byl bosenskohercegovský politik a novinář bosňáckého původu.

## Životopis
Jeho otcem byl Ibrahim-beg Halilbašić a matka pocházela ze srebrenické rodiny Selimagićů.
V rodném městě absolvoval některou z místních medres a Daru-lmuallimin, muslimskou učitelskou přípravku. Učitelskému povolání se nikdy nevěnoval. V této době se u něj začala rozvíjet prosrbská národní orientace. Mezi lety 1906 a 1907 byl hlavním redaktorem v Bosensko-hercegovském věstníku (Bosansko-hercegovački glasnik), jehož vlastníkem byl srbofil Omer-beg Sulejmanpašić. Aktivně se zapojil do boje muslimů o náboženskou a školskou autonomii, který zaštiťovala Muslimská národní organizace. V září 1909 převzal vedení stranického tiskového orgánu, listu Musavat (Rovnost).
Roku 1909, kdy byla vyhlášena samosprávy Islámské společenství v Bosně a Hercegovině, získal mandát delegáta za Sarajevský okruh do Vakufsko-meárifského sněmu.
Opakovaně se pokoušel uspět v politice. Roku 1910 kandidoval do sarajevského zastupitelstva, ale zastupitelský mandát získal až ve volebním klání roku 1913. Roku 1910 kandidoval za Muslimskou národní organizaci v prvním volbách do bosenského zemského sněmu, saboru. Poslanecký mandát získal ve druhé, městské kurii za obvod Sarajevo a udržel si jej až do rozpuštění sněmu roku 1915.
Vedl aktivní spolkový život. Muslimskému podpůrnému spolku Gajret (Úsilí) krátce vedl jeho stejnojmenný časopis (č. 5–12 1907/08). Sám dokonce tomuto sdružení jistý čas i předsedal (6. 8. 1909–1910). Po první světové válce se podílel na obnovení chodu spolku, za války zrušeného, a krátce jej roku 1919 znovu vedl.
Na podzim roku 1918 podpořil vznik nového jihoslovanského státu, Království Srbů, Chorvatů a Slovinců, ale pokusy vyšvihnout se do čela muslimské komunity se mu nezdařil. V této době se svými ideovými souputníky založil a vedl list Jednakost (Rovnost), vydávaný v Sarajevu v letech 1918 a 1919. Kolem tohoto listu se zformovala skupina prosrbsky orientovaných muslimských intelektálů, kteří poté založili hnutí Jugoslávská muslimská demokracie (Jugoslavenska muslimanska demokratija), jež poté splynulo s Demoktatickou stranou Ljubomira Davidoviće. Ve volbách do konstituanty roku 1920 Halilbašić nakonec kandidoval za Muslimskou národní stranu (Muslimanska narodna stranka) Safvet-bega Bašagiće, hájící zájmy muslimských velkostatkářů v době probíhající pozemkové reformy, ale nová strana u muslimů zcela propadla. Halilbašić znovu kandidoval za Národní muslimskou stranu (Narodna muslimanska stranka), která vznikla krátce před parlamentními volbami 1925 a měla spojit osobní nepřátele Mehmeda Spaha, předsedy Jugoslávské muslimské organizace (JMO), a radikálům Nikoly Pašiće nakloněné muslimy. Ani tato politická iniciativa neměla širší podporu a brzy zanikla. Jediného úspěchu Halilbašić dosáhl v místních volbách, kdy se spojil s odpadlíky z JMO a v Sarajevu jeho kandidátka získala dva mandáty.
Roku 1929 Halilbašić uvítal zavedení královské diktatury, za což byl odměněn pozicí komisaře, nuceného správce, v Islámském společenství Bosny a Hercegoviny. Nemalou měrou přispěl k vydání nové ústavy náboženské obce, která centralizovala všechny islámské organizace v Jugoslávii do jediné a omezovala samosprávu Islámského společenství v Bosně a Hercegovině.